# Komitat Nógrád (historyczny)
Komitat Nógrád (węg. Nógrád vármegye, łac. comitatus Neogradiensis, pol. komitat Nowohrad) – dawny komitat w środkowej części Królestwa Węgier.
Komitat był jednym z najstarszych na Węgrzech. W XI w. odłączono od niego nowo utworzony komitat Hont. Podczas najazdów tureckich komitat stopniowo dostawał się pod władzę Imperium Osmańskiego, które pomiędzy 1544 a 1686 r. panowało na różnych jego częściach, jednak komitat całkowicie nie zanikł. Część pod okupacją turecką wchodziła w skład ejaletów Budin i Eğri. Siedzibą władz komitatu był zamek w Nógrádzie, od którego komitat wziął swą nazwę, a pomiędzy połową XIV a połową XVI w. miasto Balassagyarmat. Między XVI a XVIII w. komitat nie posiadał stałej siedziby z uwagi na ciągłe zagrożenie tureckie. Od 1790 siedzibą znów było miasto Balassagyarmat.
W okresie przed I wojną światową komitat dzielił się na siedem powiatów i jedno miasto.
Po traktacie w Trianon komitat został podzielony pomiędzy Czechosłowację i Węgry. Pozostała przy Węgrzech część została w 1923 r. połączona z pozostałą częścią komitatu Hont w nowy komitat Nógrád és Hont.
W wyniku pierwszego arbitrażu wiedeńskiego w 1938 r. północna część komitatu powróciła do Węgier i komitat został odtworzony. Po drugiej wojnie światowej przywrócono granicę z 1938 r.
Obecnie teren komitatu jest podzielony pomiędzy kraj bańskobystrzycki na Słowacji, pozostała przy Węgrzech część po reformie administracyjnej z 1950 r. tworzy komitat Nógrád ze stolicą w Salgótarján.
| Powiaty (járás)                             | Powiaty (járás) |
| Powiat                                      | Siedziba władz  |
| ------------------------------------------- | --------------- |
| Balassagyarmat                              | Balassagyarmat  |
| Gács                                        | Gács            |
| Losonc                                      | Losonc          |
| Nógrád                                      | Rétság          |
| Salgótarján                                 | Salgótarján     |
| Szécsény                                    | Szécsény        |
| Szirák                                      | Szirák          |
| Miasta komitackie (rendezett tanácsú város) |                 |
| Losonc                                      |                 |